# Monroe Owsley
Pour les articles homonymes, voir Owsley.
Monroe Righter Owsley, né le 11 août 1900 à Atlanta (Géorgie) et mort le 7 juin 1937 à Belmont (comté de San Mateo, Californie), est un acteur américain.

## Biographie
Monroe Owsley débute au théâtre où il joue à Broadway (New York) dans deux pièces, Young Blood de James Forbes (en) (1925-1926, avec Florence Eldridge et Helen Hayes), puis Holiday (en) de Philip Barry (1928-1929, avec Dorothy Tree et Donald Ogden Stewart).
Au cinéma, il contribue à trente films américains, depuis The First Kiss de Rowland V. Lee (1928, avec Fay Wray et Gary Cooper) jusqu'à The Hit Parade (en) de Gus Meins (avec Frances Langford et Max Terhune), sorti le 26 avril 1937. À peine plus d'un mois après, Monroe Owsley meurt à 36 ans, d'une crise cardiaque consécutive à un accident de voiture.
Parmi ses films notables des années 1930, mentionnons Holiday d'Edward H. Griffith (adaptation de la pièce éponyme précitée, 1930, avec Ann Harding et Mary Astor), Indiscret de Leo McCarey (1931, avec Gloria Swanson et Ben Lyon), Ex-Lady de Robert Florey (1933, avec Bette Davis et Gene Raymond), ou encore Et demain ? de Frank Borzage (1934, avec Margaret Sullavan et Douglass Montgomery).
Il est inhumé au Forest Lawn Memorial Park de Glendale (Californie).

## Théâtre à Broadway (intégrale)
- 1925-1926 : Young Blood de James Forbes (en) : Sammy Bissell
- 1928-1929 : Holiday (en) de Philip Barry, décors de Robert Edmond Jones : Ned Seton

## Filmographie partielle

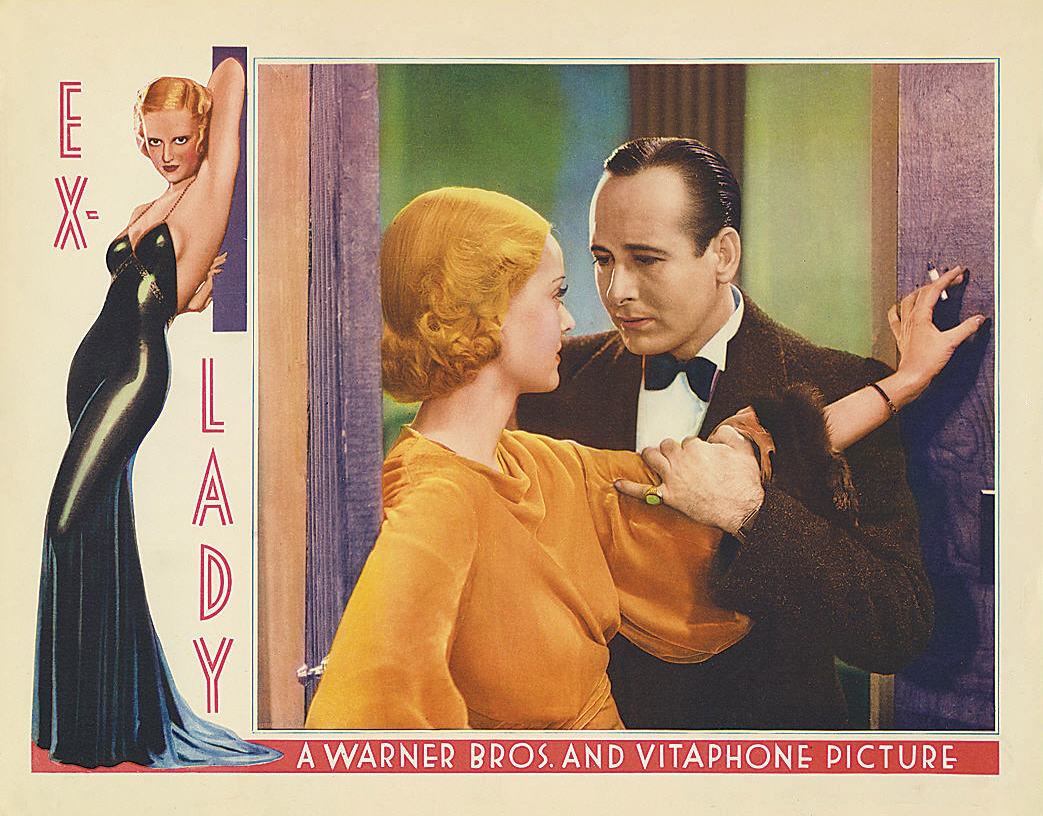
Avec Bette Davis, dans Ex-Lady (1933)

- 1928 : Le Bateau de nos rêves (The First Kiss) de Rowland V. Lee : le prétendant d'Anna
- 1930 : Holiday d'Edward H. Griffith : Ned Seton[2]
- 1931 : Aimer, rire, pleurer (This Modern Age) de Nick Grinde : Tony Gerard
- 1931 : Indiscret (Indiscreet) de Leo McCarey : Jim Woodward
- 1931 : Ten Cents a Dance de Lionel Barrymore : Eddie Miller
- 1931 : Honor Among Lovers de Dorothy Arzner : Philip Craig
- 1932 : Fille de feu (Call Her Savage) de John Francis Dillon : Lawrence Crosby
- 1932 : Unashamed de Harry Beaumont
- 1932 : Hat Check Girl de Sidney Lanfield
- 1933 : La Porte des rêves (The Keyhole) de Michael Curtiz : Maurice Le Brun
- 1933 : Ex-Lady de Robert Florey : Nick Malvyn
- 1934 : Et demain ? (Little Man, What Now?) de Frank Borzage : Kessler
- 1934 : La Métisse (Behold My Wife), de Mitchell Leisen : Bob Prentice
- 1935 : Cocktails et Homicides (Remember Last Night?) de James Whale : Billy Arliss
- 1935 : Je veux être une lady (Goin' to Town) d'Alexander Hall : Fletcher Colton
- 1935 : La Dernière Rumba (Rumba) de Marion Gering : Hobart Fletcher
- 1936 : Une certaine jeune fille (Private Number) de Roy Del Ruth : James Coakley